# Kemptthal
Kemptthal är en ort i kommunen Lindau i kantonen Zürich i Schweiz. Den ligger cirka 15 kilometer nordost om centrala Zürich och cirka 5,5 kilometer sydväst om Winterthur. Orten har cirka 148 invånare (2021).